# Мрежнички Варош
Мрежнички Варош је насељено место у саставу града Дуге Ресе у Карловачкој жупанији, Република Хрватска.

## Историја
До територијалне реорганизације у Хрватској налазио се у саставу старе општине Дуга Реса.

## Становништво
На попису становништва 2011. године, Мрежнички Варош је имао 904 становника.

## Попис1991.
На попису становништва 1991. године, насељено место Мрежнички Варош је имало 911 становника, следећег националног састава:
| Попис 1991.‍  | Попис 1991.‍  | Попис 1991.‍ | Попис 1991.‍ | Попис 1991.‍ |
| ------------ | ------------ | ----------- | ----------- | ----------- |
|              |              |             |             |             |
| Хрвати       | Хрвати       |             | 884         | 97,03%      |
| Срби         | Срби         |             | 14          | 1,53%       |
| Муслимани    | Муслимани    |             | 2           | 0,21%       |
| Југословени  | Југословени  |             | 1           | 0,10%       |
| неопредељени | неопредељени |             | 2           | 0,21%       |
| регион. опр. | регион. опр. |             | 1           | 0,10%       |
| непознато    | непознато    |             | 7           | 0,76%       |
| укупно: 911  |              |             |             |             |